# التصنيفات الدولية للجمهورية اليمنية
التصنيف الدولي للجمهورية اليمنية يقسم إلى ثلاث، عسكرياً وسياسياً واجتماعياً.

## التصنيف العسكري
- في معهد الاقتصادات والمؤشر السلام العالمي، تقع ترتيب اليمن 119 من 144.[1]

## التصنيف السياسي
- صنفت منظمة الشفافية الدولية لمؤشر مدركات الفساد في عام 2010 بترتيب 146.[2]
- وفي صندوق مؤشر السلام عام 2010 في تصنيف الدول الفاشلة بالمرتبة 15.[3]
- وحدة الاستخبارات الاقتصادية مؤشر قاذفي الأحذية المرتبة الأولى.[4]

## التصنيفات الاجتماعية
- برنامج الأمم المتحدة الإنمائي: حلت اليمن في المركز 140 من أصل 182 دولة في مؤشر التنمية البشرية
- مؤشر حرية الصحافة: حلت في المركز 179 من أصل 198 عام 2017.
- مؤشر عدم المساواة بين الجنسين: حلت في المركز 162 من أصل 162 عام 2019.
- مؤشر سهولة ممارسة الأعمال الصادر عن البنك الدولي عام 2020 حلت في المركز 187 من أصل 190.
- مؤشر رأس المال البشري عام 2018، حلت في المركز 145 من أصل 157.

## التكنولوجيا
- المنظمة العالمية للملكية الفكرية: حلّت اليمن في المركز 128 من أصل 132 في مؤشر الابتكار العالمي لعام 2022 [5]